# La Conspiration (roman)
Pour les articles homonymes, voir La Conspiration.
Cet article concerne l'ouvrage de Paul Nizan. Pour le film de Robert Redford, voir La Conspiration (film).
La Conspiration est un roman de Paul Nizan paru le 1er juillet 1938 aux éditions Gallimard, et qui a reçu le prix Interallié la même année.

## Résumé
Le récit commence en juin 1928, à la fin de l'année scolaire. Un groupe d'amis de l'ENS, voulant agir pour la révolution sans s'engager de façon trop forte (précisément : sans adhérer au Parti communiste, ni devenir anarchistes), décide de créer une revue marxiste qu'ils appelleront La Guerre civile.
La revue est effectivement créée en novembre, grâce aux fonds fournis par Rosenthal. Elle connaît un certain succès, à Paris et en province. Mais ils s'aperçoivent que faire une revue révolutionnaire n'est pas tellement révolutionnaire, parce que les autorités se moquent de ce qu'écrivent les intellectuels pour d'autres intellectuels.
Rosenthal décide donc (en avril 1929, soit quatre mois après le début de la revue) de passer à un engagement plus réel, plus radical, parce que plus dangereux ; il s'oriente vers l'espionnage. Il obtient l'accord de Laforgue et de Bloyé. Leur premier acte est de favoriser, grâce aux relations de Pauline D., la maîtresse de Laforgue, le transfert d'André Simon, chartiste, de la caserne de Clignancourt à celle de Lourcine, boulevard de Port-Royal, où se trouve l'état-major des troupes coloniales. André Simon est fasciné par la personnalité de Rosenthal.

## Analyse

### Narration
Le récit est généralement raconté par un narrateur non identifié extérieur aux personnages. Il passe parfois par des documents émanant des personnages (lettres). L'auteur lui-même intervient directement dans des parties descriptives, autonomes par rapport au récit : Paul Nizan cherche en effet à décrire l'état d'esprit de la jeunesse étudiante à cette époque.

### Cadre
L'action se déroule en 1928-1929 à Paris, dans les milieux étudiants, notamment celui de l'École normale supérieure de la rue d'Ulm. Paul Nizan centre son roman sur quelques étudiants, qui se sont connus dès 1924 au lycée Louis-le-Grand, en classe préparatoire ; en proie à un certain mal-être (le thème « J'avais 20 ans et je ne laisserai personne dire que c'est le plus bel âge de la vie » est très présent dans La Conspiration), ils connaissent une initiation politique (révolutionnaire) et, pour certains, amoureuse.

### Personnages
- Bernard Rosenthal, normalien (option : philosophie), est le fils d'une riche famille juive installée dans le 16e arrondissement de Paris (ce que le narrateur présente comme assez rare à l'époque). Il est considéré comme le meneur du groupe et le fondateur de la revue La Guerre civile.
- Philippe Laforgue, normalien, vient de Strasbourg, où son père, homme d'affaires, s'est installé après le retour à la France de l'Alsace-Lorraine. Dans sa chambre à l'École normale, il reçoit régulièrement Pauline D., jeune fille de la haute société avec laquelle il a des relations intimes, mais limitées ; il la traite avec un certain mépris, mais elle maintient malgré cela cette liaison bizarre : une fois, alors qu'elle sort de l'ENS, il dit à Bloyé, assez haut pour qu'elle entende : « Tu vois cette femme ? Elle ne couche pas. » Du groupe, il est le plus proche de Rosenthal.
- Bloyé, normalien (il porte le nom du héros d'un autre roman de Nizan, Antoine Bloyé).
- Pluvinage, étudiant à la Sorbonne, fils d'un fonctionnaire de la préfecture de la Seine. Il s'engage au Parti Communiste pour impressionner ses camarades, vis-à-vis desquels il souffre d'un complexe d'infériorité.
- André Simon, chartiste, fils d'un gros commerçant[1] de Nantes ; il fait son service militaire dans les troupes coloniales à Paris, d'abord à Clignancourt, puis rue de Lourcine. Là, il devient le factotum d'un adjudant plus ou moins souteneur et est chargé de transmettre des messages à diverses « dames » ; une fois, revenant en taxi avec l'une d'elles à la caserne, il est initié sur la banquette arrière.
- François Régnier, 38 ans, écrivain célèbre.
- Pauline D. ; maîtresse de Laforgue, elle lui rend parfois des services en utilisant ses relations dans la haute société.

## Éditions et traductions
- Éditions Gallimard[2], 1938, 253 p.
- Éditions de poche : 
  - Le Livre de poche[3], 308 p., 1968
  - Collection Folio[4], éditions Gallimard, 1973 ; rééd. 1990  (ISBN 2-07-036511-5)
- (it) La cospirazione, trad. Daria Menicanti, éditions Mondadori, Milan, 1961, 268 p.
- (hu) Az összeesküvés, trad. Pál Réz, Európa, Budapest, 1966, 250 p.
- (es) La conspiración, trad. Ana Julia Pinet, Ediciones de la Flor, Buenos Aires, 1969, 189 p.
- (es) La conspiración, trad. Josep Macau, Icaria, Barcelone, 1978, 321 p.
- (en) The Conspiracy (post-face de Jean-Paul Sartre), trad. Quintin Hoare, Verso, Londres, 1988, 255 p. + VIII,  (ISBN 0860912248)
- (de) Die Verschwörung, trad. Lothar Baier, Eurropaverlag, Vienne, 1994,  (ISBN 3-203-51170-3)